# Puente Bolsheokhtinsky
El Puente Bolsheokhtinsky (del ruso: Большеохтинский мост), también conocido como Puente de Pedro el Grande, en ruso: Мост Петра́ Вели́кого, Most Petra Velikogo y Puente Okhtinsky, en ruso: Охтинский мост es un puente que cruza el Río Nevá en San Petersburgo, Rusia. La longitud del puente es de 334 metros, y su anchura es de 23 metros. El puente tiene solo tres vanos, de los cuales el central es levadizo.

## Historia
La idea inicial de construir un puente cerca del río Okhta surgió en 1829. Incluso antes de que se fundara San Petersburgo, había asentamientos en la zona del Okhta, y con el crecimiento de la ciudad, el barrio se desarrolló rápidamente hasta convertirse en un gran centro industrial con fábricas de pólvora y astilleros. Sin embargo, en el siglo XIX, el barrio de Okhta no era oficialmente parte de San Petersburgo. El puente era esencial para la naciente industria, y Nicolás I aprobó la construcción del puente dentro de un plan de desarrollo estratégico de la ciudad. Sin embargo, en esa época no se encontró la financiación necesaria.
La siguiente vez que se planteó la posibilidad de construir el puente fue en la década de 1860, cuando el Emperador aprobó la decisión de unir el barrio de Okhta a San Petersburgo. La Duma de la ciudad organizó en 1901 un concurso internacional. Hubo un total de dieciséis proyectos presentados, incluidos proyectos de Francia, Alemania, Austria, España y los Estados Unidos. También hubo tres proyectos presentados fuera de concurso, y uno de estos proyectos fuera de concurso fue declarado ganador, el del profesor de la Academia de Ingeniería Nikolaevskay Krivoshein y el ingeniero militar Apyshkov. Pero incluso después de escoger al proyecto ganador, las obras no empezaron hasta después de mucho tiempo.

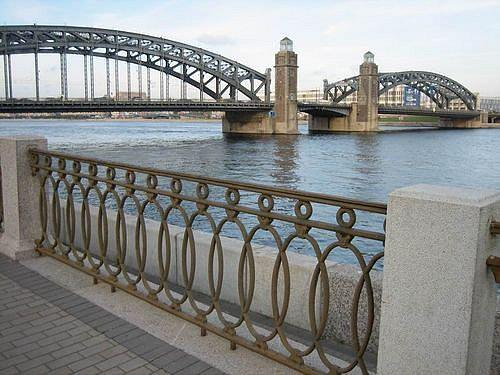
El puente en 2012.

En primavera de 1907, se hundió el barco de pasajeros Arkhangelk, que transportaba personas de la orilla izquierda a la orilla derecha del Nevá. Este trágico suceso aceleró el proyecto, y el 24 de septiembre de 1907 se firmó el contrato para la construcción del puente. La ceremonia de puesta de la primera piedra se realizó el 26 de junio de 1909, exactamente doscientos años después de la Batalla de Poltava. Por esta razón el edificio recibió el nombre del vencedor de esa batalla, el Emperador Pedro el Grande.
El puente fue fabricado en Polonia (Firma Braci Ruckich - Rucki Bros. Metalworks de Varsovia), y los componentes fueron transportados al emplazamiento del puente y ensamblados allí. Esto está descrito en la placa de bronce (120 cm por 180 cm) que puede verse desde la pasarela peatonal en el pilar derecho si se cruza desde el lado izquierdo del Nevá.
El puente fue abierto al tráfico el 26 de octubre de 1911. En 1956 el puente fue renombrado Bolsheokhtinsky en honor al río Okhta (Bolshaya Okhta), pero en 2004 se recuperó el nombre original, aunque se eliminó del nombre el título de Emperador. Actualmente el puente es conocido tanto como Puente de Pedro el Grande como Puente Bolsheokhtinsky.
Una de las leyendas urbanas de la ciudad afirma que uno de los remaches del puente es de oro puro, y está pintado para que tenga el mismo color que el resto de los remaches y no pueda ser identificado. Desafortunadamente es casi imposible comprobarlo, ya que el puente tiene más de un millón de remaches.
En 1963, un Aeroflot Tupolev Tu-124 aterrizó en el Nevá junto al puente en el que sigue siendo uno de los pocos aterrizajes controlados en el agua exitosos en la historia de la aviación en los que no se perdió ninguna vida humana.